# Hidrografía de Boyacá
El departamento de Boyacá cuenta con tres cuencas hidrográficas sobre los ríos Magdalena, Arauca y el Meta.

## Cuenca del río Magdalena

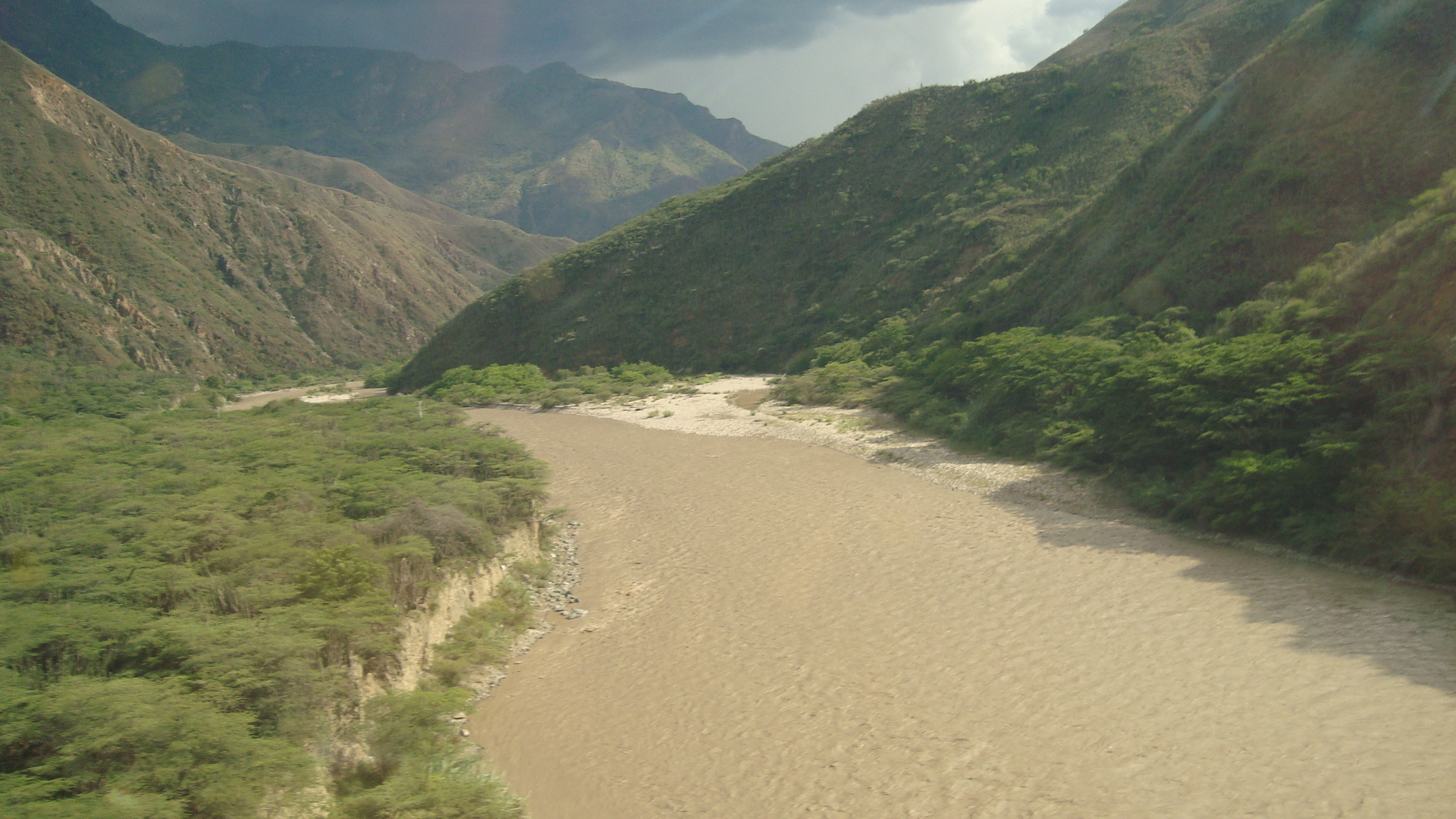
Cañón sobre el río Chicamocha

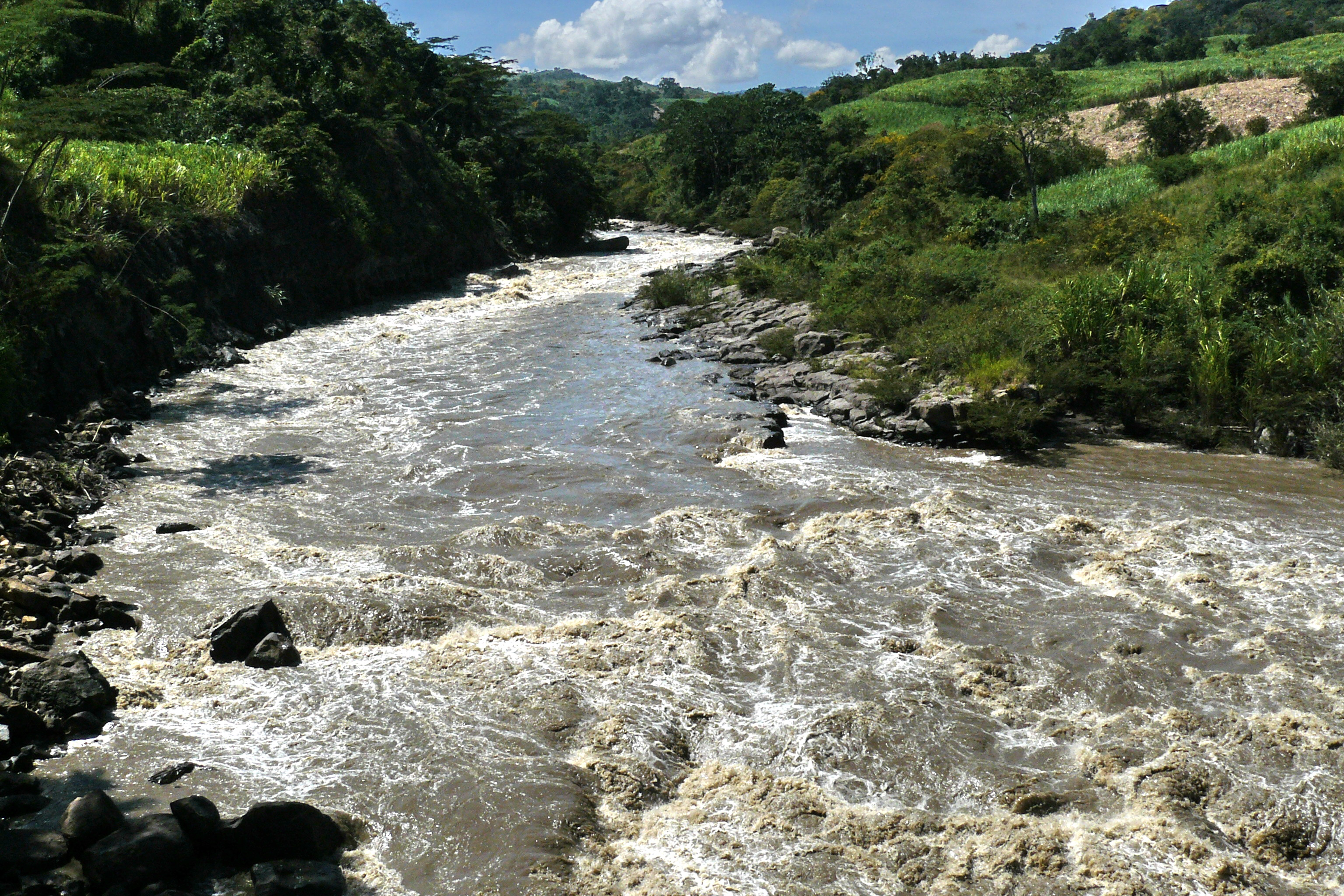
Vista del río Suárez

Se ubica en la zona occidente y centro del departamento, el río Magdalena surca el territorio del departamento por espacio de 72 km, en su ribera se ubica la población de Puerto Boyacá, recibe las aguas de los siguientes ríos:
- río Chicamocha
- río Suárez
- río Moniquirá
- río Minero,
- río Ermitaño
- río Toca Negro
- río Pesca
- río Sunguaque

El río Chicamocha nace en las cercanías de Tunja y en su recorrido se le llama río Jordán, Grande, Tunja, río Sogamoso y Chicamocha propiamente dicho, en inmediaciones de la población de Paz de Río inicia el cañón del Chicamocha, recorre los departamentos de Boyacá y Santander; recibe como tributario a los ríos Sotaquira, Chitano, Jabonera, Soapagua y Nevado.
El río Suárez nace en la laguna de Fúquene, en límites de los departamentos de Boyacá y Cundinamarca, sus afluentes principales son los ríos Chiquinquirá, Saboya, Moniquirá, Pómeca y Lenguaruco.
A esta cuenca pertenecen las lagunas de Palagua y Marañal en territorio de Puerto Boyacá.

## Cuenca del río Arauca
Se ubica en la zona nororiente del departamento, recibe las aguas de los siguientes ríos:
- río Cobugón
- río Orozco
- río Derrumbada
- río Royatá
- río Bojabá
- río Cobaria

El río Cobaria atraviesa la reserva de los indígenas u'wa

## Cuenca del río Meta
El río Meta no pasa por territorio boyacence, pero recibe las aguas de los siguientes ríos:
- río Tocaría
- río Pauto
- río Pisba
- río Cravo Sur
- río Lengupá
- río Garagoa
- río Cusiana
- río Upia
- río Olarte

El río Cravo Sur y el Pauto nacen en el páramo de Pisba, el río Lengupá se forma de la confluencia de los ríos Rusa y Mueche. El río Upía Nace en la laguna de Tota, el río Cusiana Nece en el Cerro Negro.

## Lagunas

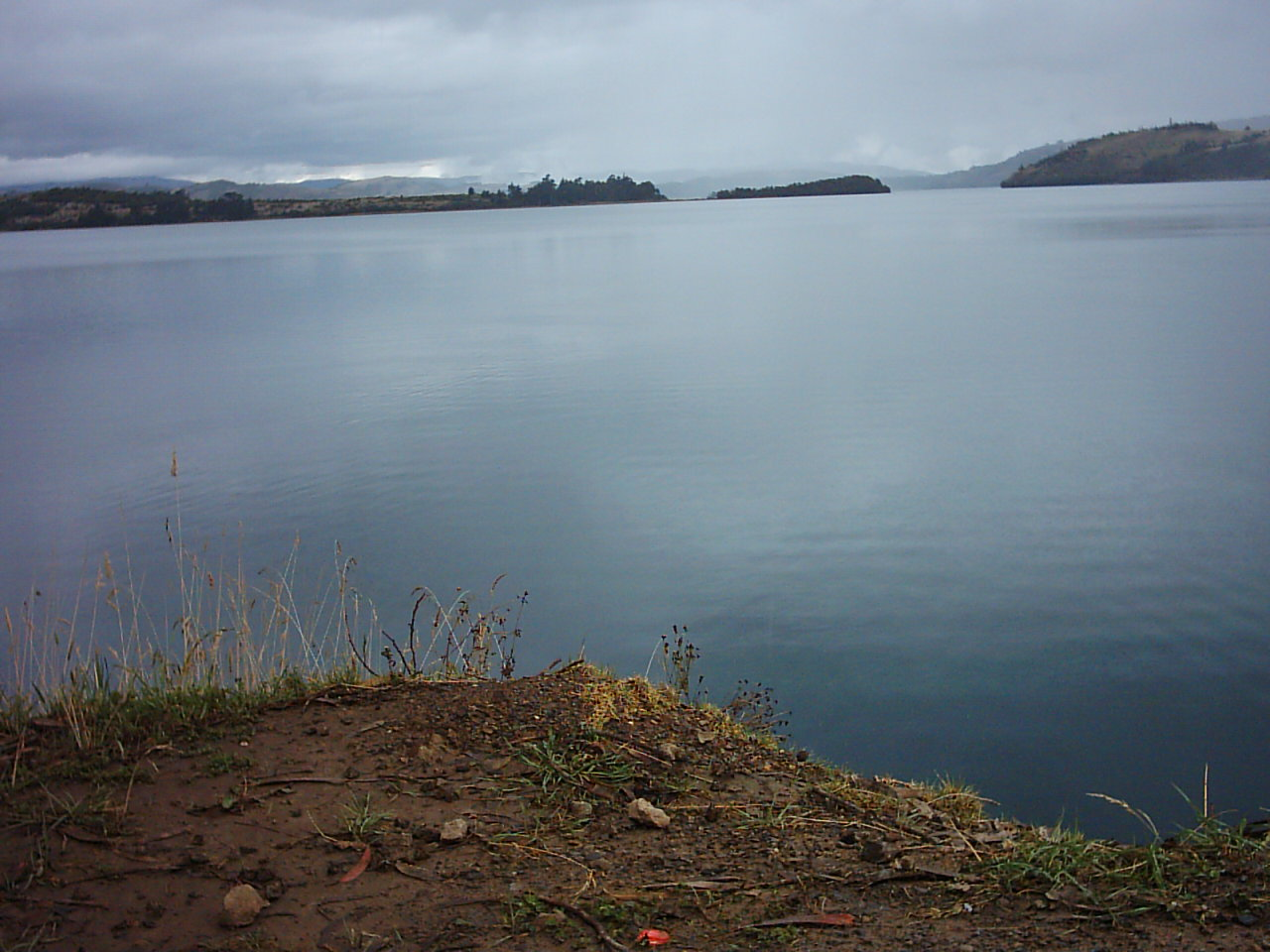
Aguas de la laguna de Tota

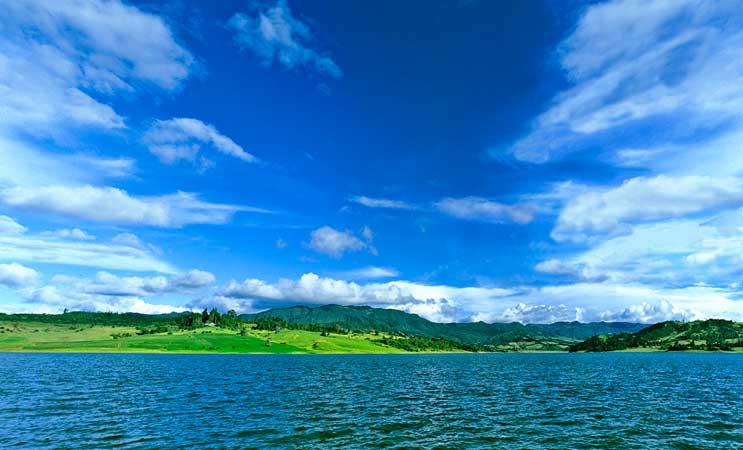
Panorama de la Laguna de Fúquene

- laguna de Tota: la laguna de Tota es el cuerpo de agua natural más grande del país. Se encuentra ubicada a 15 km al sur de la ciudad de Sogamoso. La laguna está rodeado por los municipios de Iza, Cuítiva, Tota y Aquitania.[2]
- laguna de Fúquene: la laguna de Fúquene se ubica al norte de Cundinamarca, en la jurisdicción de la municipalidad del mismo nombre, cerca del límite fronterizo con Boyacá a una altitud de 2.540 metros, y a una distancia de unos 80 km de la ciudad de Bogotá.[2]
- laguna de Iguaque: la laguna de Iguaque se ubica en el municipio de Chiquiza, según la mitología muisca el sitio donde nacieron los padres del pueblo chibcha, Bachue y Bochica.[2]
- laguna de Socha en el municipio de Socha
- laguna de los Patos en el municipio de Socotá
- laguna de las Estrellas en el municipio de Socotá
- laguna de los Eucas en el municipio de Chita
- laguna de Garza en el municipio de Güicán
- laguna Grande de la Sierra en el municipio de El Cocuy

## Embalses
- embalse la Esmeralda: es un lago artificial creado para proveer de potencial hidráulico a la Central Hidroeléctrica de Chivor, ubicado en jurisdicción de los municipios de Macanal, Chivor y almeida, en el departamento de Boyacá en la República de Colombia.[4]
- lago Sochagota: es un lago artificial, ubicado en la población turística de Paipa; fue creado en 1953 y tiene 8.150 ha
- embalse Gachaneca en el municipio de Samacá
- embalse de la Copa en el municipio de Toca

## Cascadas
El departamento de Boyacá cuenta con cascadas naturales en los siguientes sitios:
- en inmediaciones de Gachantivá y Villa de Leyva el río La Cebada existen varias cascadas, la más conocida es la Periquera.
- la quebrada La Romera del municipio de Santa Sofía presenta la cascada de El Hoyal.
- en el municipio de Togüí se encuentra la cascada de La Chorrera.
- el río Moniquirá presenta seis cascadas en su recorrido que surcan senderos de rocas de variadas formas.
- en el municipio de Campohermoso, se encuentra el Chorrerón de La Tolduna y la cascada de La Paila.
- cerca al municipio de Miraflores la quebrada Mocasía forma la cascada de La Jamaica que vierte sus aguas al río Lengupá.
- el río Mueche, afluente del Lengupá en inmediaciones de Zetaquira, presenta una cascada de aguas termales.
- en el municipio de Chivor se encuentra la cascada El Chorrerón del Gualí que vierte sus aguas al embalse la Esmeralda.
- entre los municipios de Macanal y Santa María), existe un gran número de cascadas que llevan sus aguas al embalse la Esmeralda.